# Hinewaia embolica
Hinewaia embolica là một loài nhện trong họ Salticidae.
Loài này thuộc chi Hinewaia. Hinewaia embolica được Marek Żabka & Pollard miêu tả năm 2002.